# Centro de salud Las Calesas
El Centro de Salud Las Calesas es un centro de atención primaria de la red sanitaria pública del Servicio Madrileño de Salud, situado en el distrito de Usera de Madrid. 

## Localización
El edificio está ubicado en la calle Calesas número 12, a 2,3 km del Hospital Universitario 12 de Octubre, su centro hospitalario de referencia.

### Acceso
- Línea L6 (circular) de metro: en estación de "Usera", salida "calle Mirasierra".

## Características
"Las Calesas" se inauguró en 1994 como centro de salud de titularidad y gestión públicas, atendiendo a una población de 28.313 pacientes de los barrios de Usera y Moscardó. La plantilla actual, repartida en turnos de mañana y de tarde, la componen 19 médicos de familia, 3 pediatras, 17 enfermeras, 2 auxiliares de enfermería, 8 auxiliares administrativos y 2 celadores.

## Centro docente
Las Calesas es un centro de salud con dedicación docente, iniciada en 2000, y que abarca a médicos residentes (MIR) de Medicina de Familia y Comunitaria, MIR de Pediatría, EIR de Enfermería de Familia y Comunitaria, y estudiantes de enfermería y medicina de la Universidad Complutense de Madrid.
En el año 2013 el centro cuenta con seis residentes de cuarto año de MFyC, seis de tercer año, cuatro de segundo año y tres de primer año. Además cuenta con dos residentes de EFyC de primer año y dos de segundo año.